# 26 februari
26 februari is de 57ste dag van het jaar in de gregoriaanse kalender. Hierna volgen nog 308 dagen (309 dagen in een schrikkeljaar) tot het einde van het jaar.

## Gebeurtenissen
- Algemeen
  - 1797 - De Bank of England geeft het eerste bankbiljet van 1 pond uit.
  - 1917 - In Utrecht wordt de eerste Jaarbeurs gehouden.
  - 1993 - Bomaanslag op het World Trade Center in New York, met als gevolg 6 doden en meer dan 1000 gewonden.
  - 2023 - In de buurt van de Italiaanse kustplaats Steccato di Cutro (regio Calabrië) vergaat een boot vol migranten die was vertrokken vanuit het Turkse İzmir. Meer dan 60 opvarenden komen om het leven. De Italiaanse politie arresteert drie mannen vanwege mensensmokkel.[1][2]
- Economie
  - 1907 - Oprichting van de Bataafse Petroleum Maatschappij in Den Haag.
- Kunst en cultuur
  - 2013 - De Roemeense politie doet in het dorp Carcaliuin, in de provincie Tulcea, een aantal huiszoekingen in het onderzoek naar de schilderijenroof (2012) uit de Kunsthal Rotterdam.
- Media
  - 2011 - De Vlaamse komische serie FC De Kampioenen komt na 21 jaar definitief ten einde.[3]
  - 2024 - RTL 4 zendt de eerste aflevering van het zesde seizoen van het televisieprogramma Eigen Huis & Tuin: Lekker Leven uit. De presentatie is in handen van Froukje de Both. Kok Hugo Kennis, tuinman Tom Groot en huishoudcoach Zamarra Kok zijn ook te zien.[4]
  - 2024 - SBS6 zendt de eerste aflevering van het eerste seizoen van het televisieprogramma Chateau Meiland VIPS uit waarin de familie Meiland een aantal bijzondere gasten ontvangt.[5]
- Politiek
  - 364 - Valentinianus I wordt door het Romeinse leger tot keizer (Augustus) uitgeroepen.
  - 1658 - De Vrede van Roskilde wordt getekend, die echter bijna onmiddellijk weer door Karel X van Zweden wordt geschonden.
  - 1815 - Napoleon ontsnapt van het eiland Elba waar hij verbannen was.
  - 1848 - De Tweede Franse Republiek wordt uitgeroepen.
  - 1949 - Oprichting JOVD.
  - 1952 - De Engelse premier Winston Churchill maakt bekend dat het Verenigd Koninkrijk over een atoombom beschikt.
  - 1990 - Violeta Barrios de Chamorro van de Unie van Nationale Oppositie verslaat Daniel Ortega van het Sandinistisch Front in de presidentsverkiezingen in Nicaragua. Einde van de regering van de sandinisten.
  - 1990 - Václav Havel, de Tsjechoslowaakse president, brengt een bezoek aan Michail Gorbatsjov. De twee regeringsleiders bereiken een akkoord over de terugtrekking van Sovjettroepen uit Tsjecho-Slowakije tegen 1 juli 1991.
- Religie
  - 1561 - Paus Pius IV creëert achttien nieuwe kardinalen, onder wie de Franse bisschop van Atrecht Antoine Perrenot de Granvelle.
- Sport
  - 1945 - De Belgische wielerkoers de Omloop wordt voor de eerste keer verreden. Traditioneel het begin van het wielerseizoen.
  - 1973 - Oprichting van de Chileense voetbalclub Club Provincial Curicó Unido.
  - 1978 - De Nederlandse schaatsster Lenie van der Hoorn-Langelaan vestigt het werelduurrecord op de schaats in Amsterdam: in één uur tijd schaatst ze 31212,59 m.
  - 1986 - Evert van Benthem wint voor de tweede keer op rij de Elfstedentocht in een tijd van 6.55.17 uur. Tineke Dijkshoorn wint bij de vrouwen.
  - 1988 - De Duitse atleet Carlo Thränhardt evenaart bij atletiekwedstrijden in Berlijn het bijna één jaar oude wereldrecord hoogspringen van Patrik Sjöberg: 2,42 meter.
  - 1998 - Xiaowen Hu scherpt in Peking het wereldrecord op de 100 meter wisselslag kortebaan (25 meter) aan tot 1.00,60.
  - 2006 - Wielrenner Floyd Landis wint de eerste editie van de Ronde van Californië.
  - 2010 - Nicolien Sauerbreij wint goud op de parallelle reuzenslalom tijdens de Olympische Winterspelen in Vancouver. Het is de honderdste Nederlandse gouden Olympische medaille.
  - 2010 - Lars Lagerbäck wordt aangesteld als bondscoach van het Nigeriaans voetbalelftal.
  - 2011 - Omloop Het Nieuwsblad wordt gewonnen door de Nederlandse wielrenner Sebastian Langeveld.
  - 2016 - Gianni Infantino wordt verkozen tot de nieuwe FIFA-voorzitter.
- Wetenschap en technologie
  - 1935 - In Daventry in het Verenigd Koninkrijk, demonstreert Robert Watson-Watt de eerste radar.
  - 1966 - De eerste (onbemande) testvlucht van de Saturnus 1B raket van NASA. Doel van de missie: het testen van belangrijke (vlucht)systemen van de raket.[6]
  - 1982 - Lancering met een Delta 3910 raket van Westar 4, een communicatiesatelliet van het Amerikaanse telecommunicatiebedrijf Western Union.[7]
  - 2003 - Ontdekking van Carme, een maan van Jupiter, door een team van astronomen o.l.v. Scott S. Sheppard met de 3,6 m Canada-France-Hawaii telescoop van het Mauna Kea-observatorium (Hawaï).[8]
  - 2008 - Op Spitsbergen wordt de Svalbard Global Seed Vault geopend, de grootste zaadbank ter wereld, die moet fungeren als opslag van zaden van zoveel mogelijk rassen van voedselgewassen.
  - 2022 - De Duitse ruimtetelescoop eROSITA aan boord van de Spektrum-Röntgen-Gamma of Spektr-RG satelliet wordt (voorlopig) uitgeschakeld uit protest tegen de Russische invasie in Oekraïne.[9]
  - 2023 - Koppeling van het Soejoez MS-23 ruimtevaartuig van Roskosmos met het Internationaal Ruimtestation ISS twee dagen na lancering.[10]
  - 2024 - De Japanse ruimtevaartorganisatie JAXA maakt bekend dat de maanlander SLIM de donkere ongeveer twee weken durende nachtperiode op de Maan heeft doorstaan en kan communiceren met de Aarde. Ook verstuurd de maanlander een aantal nieuwe foto's.[11][12]

## Geboren

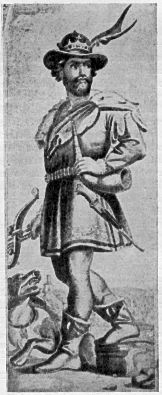
Wenceslaus
geboren in 1361

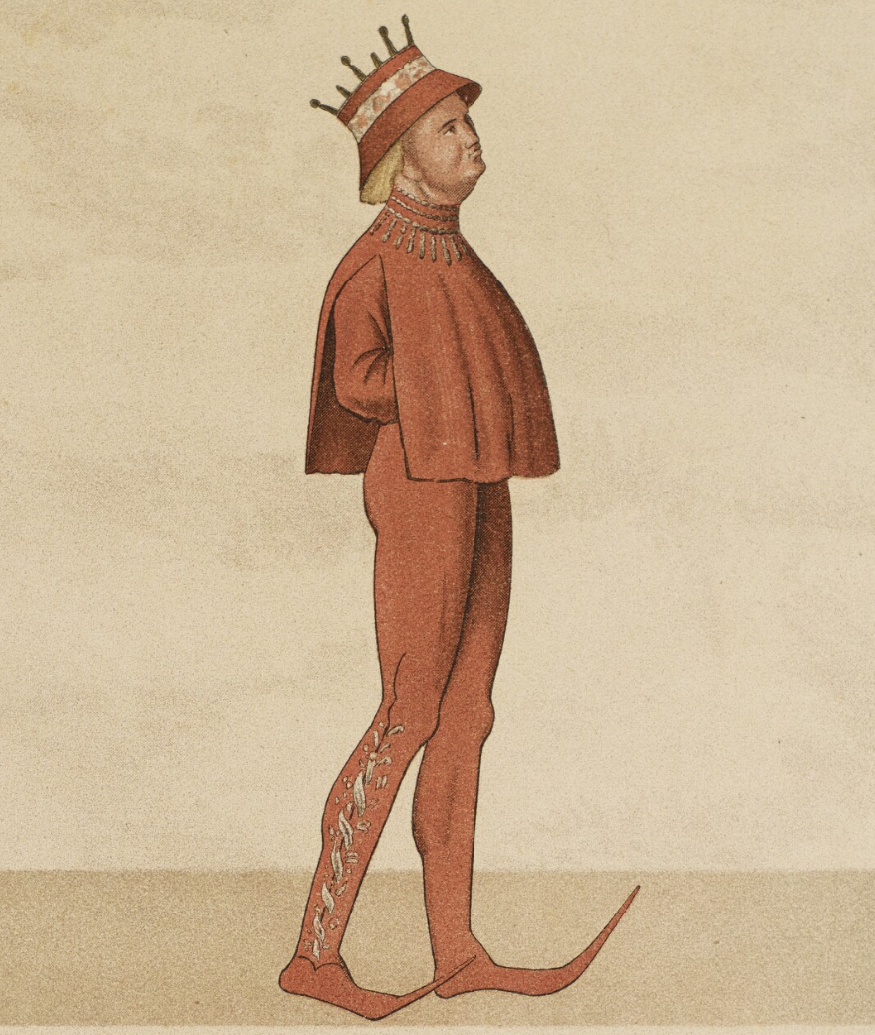
Christoffel III van Denemarken
geboren in 1418

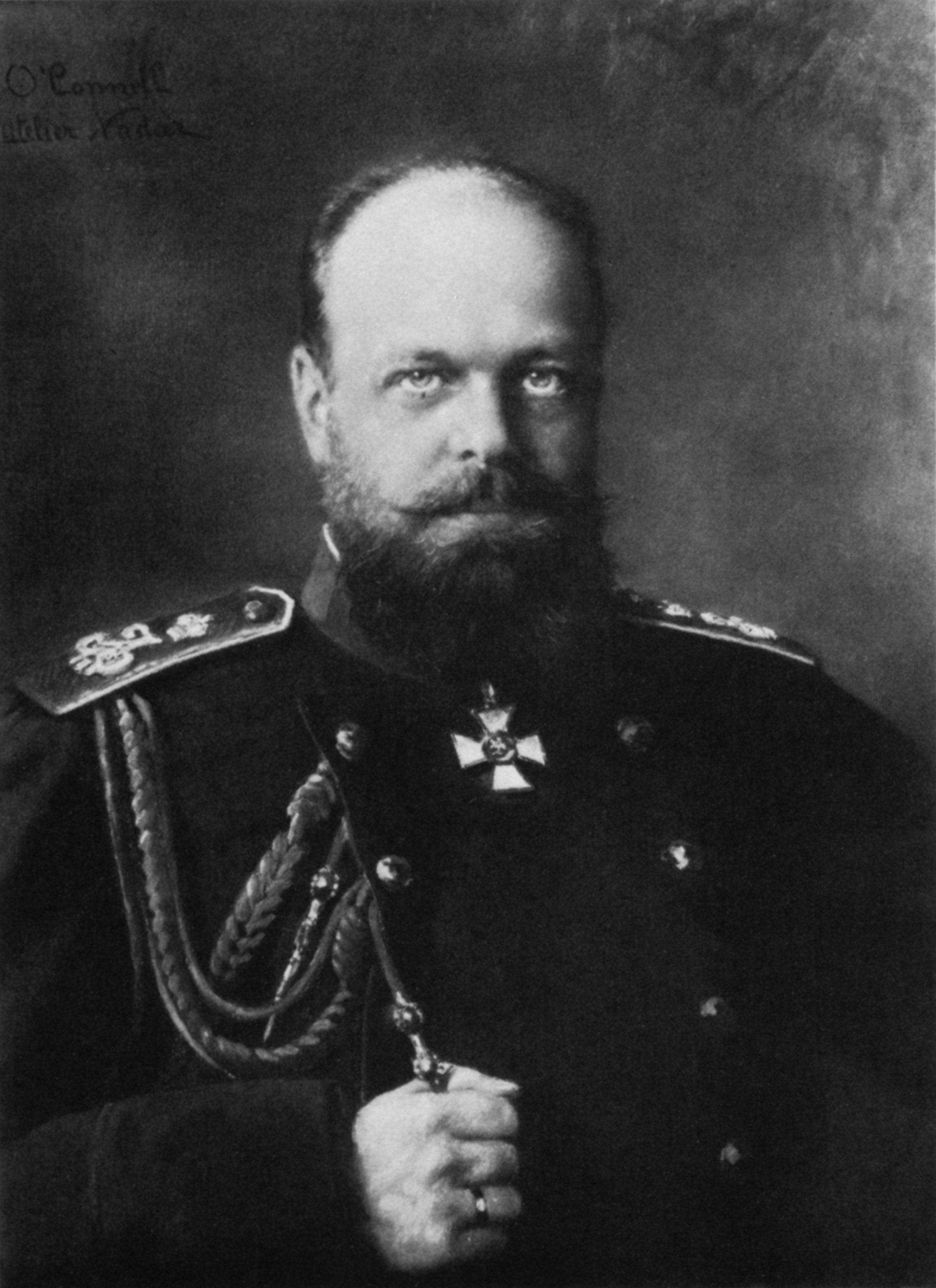
Alexander III van Rusland
geboren in 1845

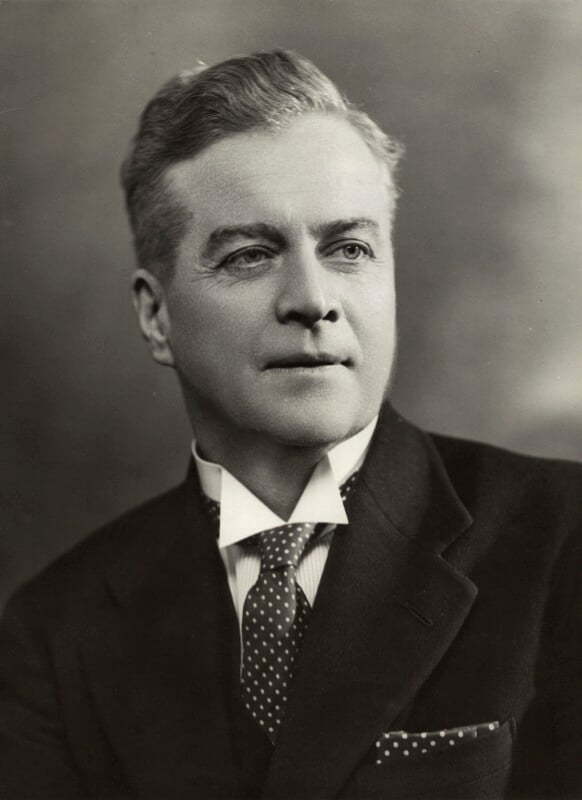
Lionel Logue
geboren in 1880

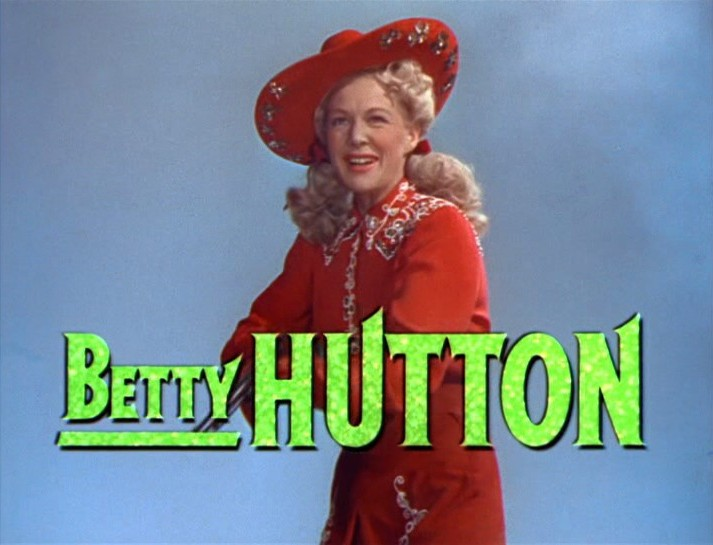
Betty Hutton
geboren in 1921

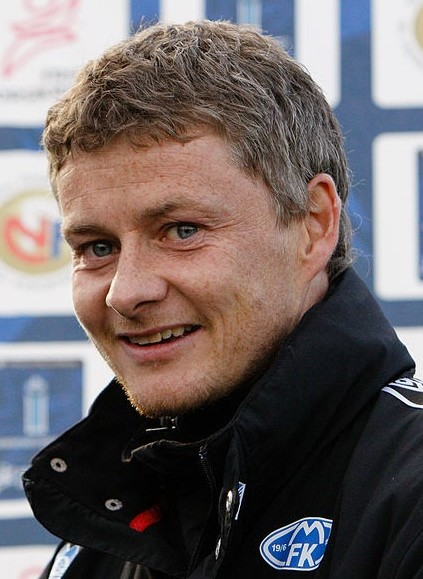
Ole Gunnar Solskjær
geboren in 1973

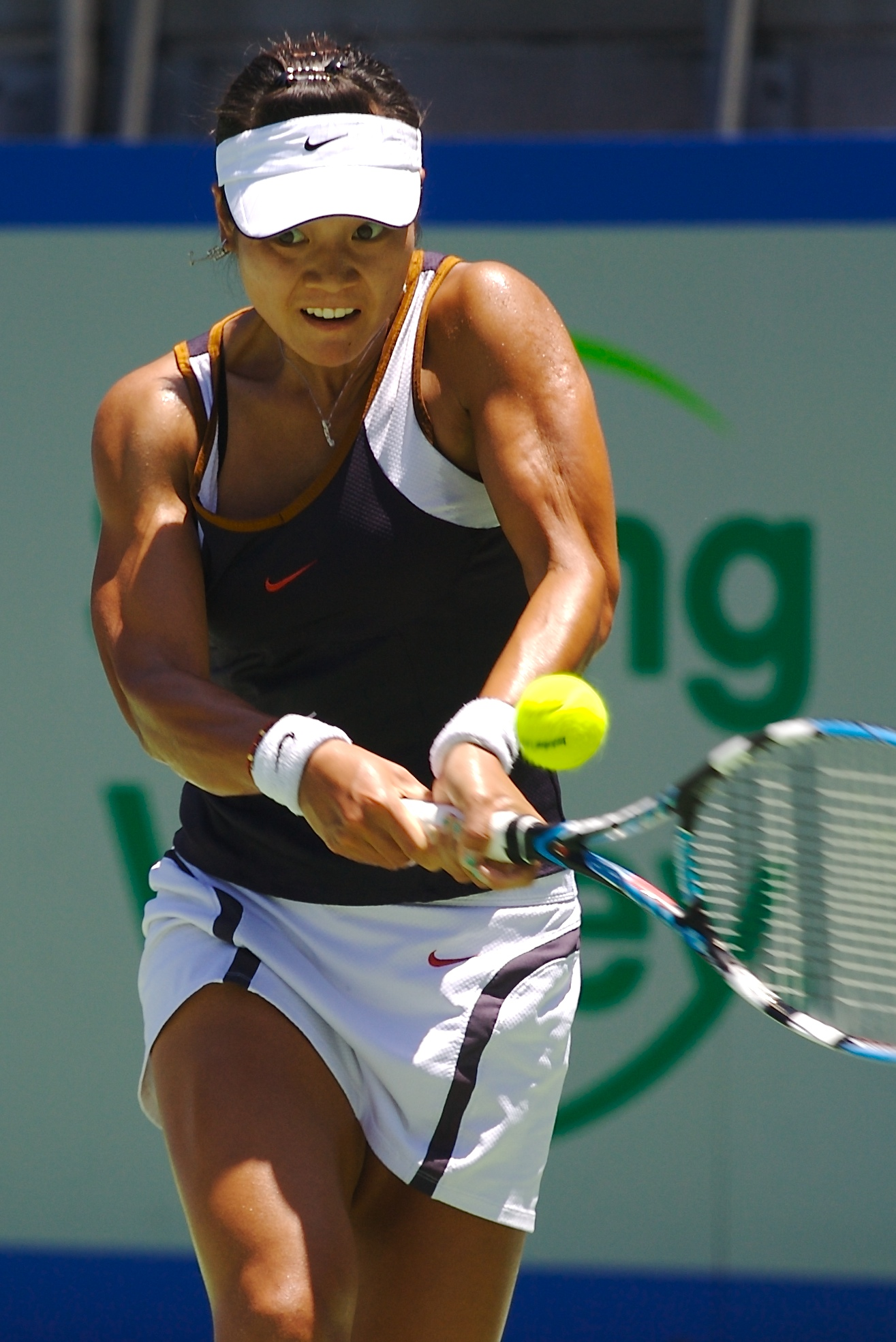
Li Na
geboren in 1982

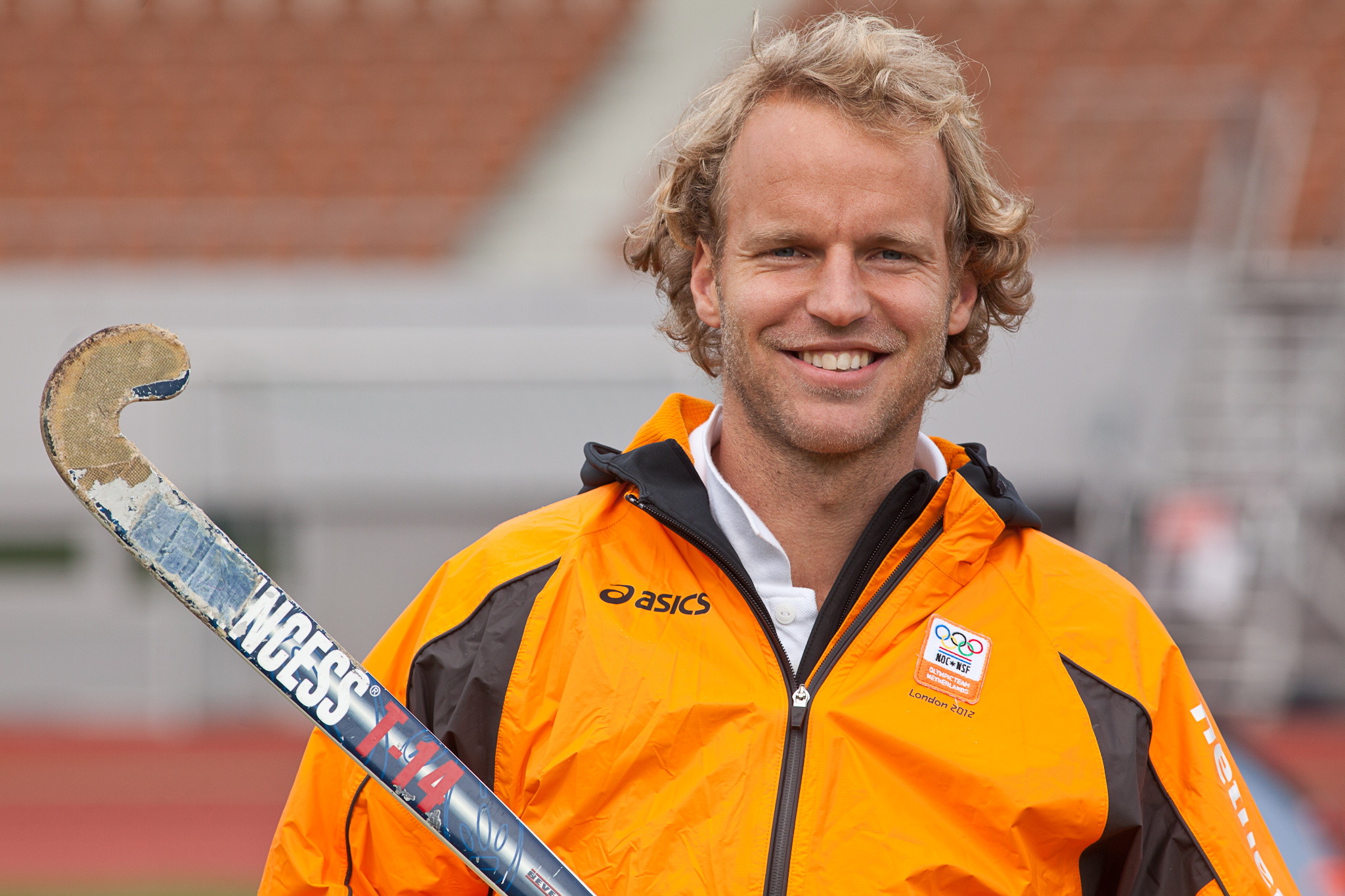
Floris Evers
geboren in 1983

- 1361 - Wenceslaus, Rooms-Duits koning en koning van Bohemen (overleden 1419)
- 1418 - Christoffel III van Denemarken, koning van Denemarken (overleden 1448)
- 1584 - Albrecht VI van Beieren, Hertog van Beieren (overleden 1666)
- 1630 - Goeroe Har Rai, zevende goeroe van het sikhisme (overleden 1661)
- 1770 - Antonín Rejcha, Tsjechisch-Frans componist (overleden 1836)
- 1784 - Elias Annes Borger, Nederlands hoogleraar en schrijver (overleden 1820)
- 1802 - Victor Hugo, Frans dichter (overleden 1885)
- 1804 - Hendrik Frans Bracq, Belgisch bisschop van Gent (overleden 1888)
- 1808 - Honoré Daumier, schilder, illustrator en beeldhouwer (overleden 1879)
- 1829 - Levi Strauss, Duits-Amerikaans kledingfabrikant (overleden 1902)
- 1833 - Georges Pouchet, Frans natuurhistoricus en anatoom (overleden 1894)
- 1845 - Alexander III van Rusland (overleden 1894)
- 1846 - Buffalo Bill, Amerikaans pionier en officier (overleden 1917)
- 1861 - Koning Ferdinand I van Bulgarije (overleden 1948)
- 1866 - Herbert Henry Dow, Amerikaans ondernemer (overleden 1930)
- 1876 - Pauline Musters, Nederlands danseres (overleden 1895)
- 1877 - Carel Steven Adama van Scheltema, Nederlands socialistisch dichter (overleden 1924)
- 1879 - Frank Bridge, Engels componist (overleden 1941)
- 1879 - Frank Greer, Amerikaans roeier (overleden 1943)
- 1880 - Lionel Logue, Australisch logopedist (overleden 1953)
- 1880 - Dorus Nijland, Nederlands wielrenner (overleden 1968)
- 1880 - Nicolaas Posthumus, Nederlands economisch-sociaal historicus (overleden 1960)
- 1884 - Hildo Krop, Nederlands beeldhouwer en sierkunstenaar (overleden 1970)
- 1894 - Wilhelm Bittrich, Duits SS-generaal (overleden 1979)
- 1896 - Eduard Flipse, Nederlands dirigent en componist (overleden 1973)
- 1897 - Herman Bossier, Belgisch journalist en schrijver (overleden 1970)
- 1898 - Jozef Van Royen, Belgisch politicus (overleden 1963)
- 1902 - Albert Anastasia, Italiaans-Amerikaans crimineel (overleden 1957)
- 1902 - Steef van Musscher, Nederlands atleet (overleden 1986)
- 1903 - jkvr. Hans van Lennep, Nederlands advocate en psychologe (overleden 2004)
- 1908 - Tex Avery, Amerikaans striptekenaar en tekenfilmregisseur (overleden 1980)
- 1908 - Jean-Pierre Wimille, Frans autocoureur (overleden 1949)
- 1909 - Koning Talal van Jordanië (overleden 1972)
- 1910 - Daniël Noteboom, Nederlands schaker (overleden 1932)
- 1911 - Mien Schopman-Klaver, Nederlands atlete (overleden 2018)
- 1911 - Cor Wals, Nederlands wielrenner (overleden 1994)
- 1916 - Jackie Gleason, Amerikaans zanger en acteur (overleden 1987)
- 1917 - Robert La Caze, Frans autocoureur (overleden 2015)
- 1917 - Harry Verheij, Nederlands politicus en verzetsstrijder (overleden 2014)
- 1918 - Theodore Sturgeon, sciencefictionschrijver (overleden 1985)
- 1919 - Tine van Buul, Nederlands uitgeefster (overleden 2009)
- 1919 - Rie Mastenbroek, Nederlands zwemster en olympisch kampioene (overleden 2003)
- 1919 - Beppie Nooij jr., Nederlands actrice (overleden 1979)
- 1920 - Michael Pate, Australisch filmregisseur (overleden 2008)
- 1920 - Tony Randall, Amerikaans acteur (overleden 2004)
- 1921 - Betty Hutton, Amerikaans actrice en zangeres (overleden 2007)
- 1922 - Carl Aage Præst, Deens voetballer (overleden 2011)
- 1922 - Jose Diokno, Filipijns senator en mensenrechtenadvocaat (overleden 1987)
- 1924 - François Perrot, Frans acteur (overleden 2019)
- 1924 - Jan Schubart, Nederlands bokser (overleden 2010)
- 1924 - Silvio Varviso, Zwitsers dirigent (overleden 2006)
- 1925 - Kees Brusse, Nederlands acteur, filmregisseur en scenarioschrijver (overleden 2013)
- 1925 - Moshe Ha-Elion, Grieks-Israëlisch schrijver en holocaustoverlevende (overleden 2022)
- 1926 - Verne Gagne, Amerikaans worstelaar (overleden 2015)
- 1926 - Efraín Sánchez, Colombiaans voetballer (overleden 2020)
- 1927 - Hans Heinz Holz, Duits filosoof (overleden 2011)
- 1928 - Fats Domino, Amerikaans rock-'n-roll-zanger (overleden 2017)
- 1928 - Anatoli Filiptsjenko, Russisch ruimtevaarder (overleden 2022)
- 1928 - Ariel Sharon, Israëlisch generaal en premier (overleden 2014)
- 1930 - Lionel Cox, Australisch wielrenner (overleden 2010)
- 1930 - Geneviève Ryckmans-Corin, Belgisch senator (overleden 2022)
- 1931 - Robert Novak, Amerikaans journalist en presentator (overleden 2009)
- 1931 - Josephine Tewson, Brits actrice (overleden 2022)
- 1932 - Don Burgers, Nederlands politicus (overleden 2006)
- 1932 - Johnny Cash, Amerikaans countryzanger (overleden 2003)
- 1933 - Lubomyr Husar, Oekraïens grootaartsbisschop Grieks-Katholieke Kerk en kardinaal Rooms-Katholieke Kerk (overleden 2017)
- 1934 - José Luis Cuevas, Mexicaans tekenaar/kunstschilder/beeldhouwer (overleden 2017)
- 1934 - Barbara Meek, Amerikaans actrice (overleden 2015)
- 1934 - Peter Wyder, Zwitsers natuurkundige (overleden 2024)
- 1935 - Jacques Commandeur, Nederlands acteur (overleden 2008)
- 1935 - Dorval Rodrigues, Braziliaans voetballer (overleden 2021)
- 1936 - José Yudica, Argentijns voetballer en trainer (overleden 2021)
- 1938 - Jan Crutchfield, Amerikaans zanger en songwriter (overleden 2012)
- 1940 - Vadim Kapranov, Russisch basketbalspeler (overleden 2021)
- 1942 - Jozef Adamec, Slowaaks voetballer en voetbalcoach (overleden 2018)
- 1943 - Johnny Höglin, Zweeds schaatser
- 1943 - Bob Van Reeth, Belgisch architect
- 1943 - Cecil Balmond, Brits-Sri Lankaans ingenieur
- 1944 - Chris Arlman, Nederlands burgemeester (overleden 2008)
- 1944 - Vladimir Kaplitsjny, Sovjet-voetballer en trainer (overleden 2004)
- 1944 - Ilja Keizer-Laman, Nederlands atlete
- 1944 - Corrie Winkel, Nederlands zwemster
- 1945 - Peter Brock, Australisch autocoureur (overleden 2006)
- 1945 - Jan Jansen, Nederlands wielrenner
- 1945 - Jan Klijnjan, Nederlands voetballer (overleden 2022)
- 1946 - Colin Bell, Brits voetballer (overleden 2021)
- 1946 - Jan Willem Buij, Nederlands hockeyer
- 1946 - Walter De Bock, Belgisch journalist en auteur (overleden 2007)
- 1946 - Phyllis Eisenstein, Amerikaans sciencefiction- en fantasyschrijfster (overleden 2020)
- 1946 - Sandra Greatbatch, Brits dartster (overleden 2022)
- 1946 - Kalle Oranen, Nederlands voetballer (overleden 2023)
- 1946 - Aad Oudt, Nederlands zwemmer
- 1946 - Fons van Westerloo, Nederlands journalist en mediazakenman
- 1947 - Peter Adelaar, Nederlands judoka (overleden 2004)
- 1947 - Guy Klucevsek, Amerikaans accordeonist en componist  (overleden 2025)
- 1947 - Sandie Shaw, Engels zangeres
- 1949 - Elizabeth George, Amerikaans thrillerschrijfster
- 1952 - John Giblin, Brits basgitarist (overleden 2023)
- 1952 - Sebastião Miranda da Silva Filho (Mirandinha), Braziliaans voetballer
- 1952 - Luka Peruzović, Kroatisch voetballer en voetbalcoach
- 1954 - John Bolger, Amerikaans acteur
- 1954 - Recep Tayyip Erdoğan, president van Turkije
- 1954 - Ernst August van Hannover, Duits prins
- 1955 - Rupert Keegan, Brits autocoureur
- 1956 - Milan Babić, Kroatisch Servisch politicus en oorlogsmisdadiger (overleden 2006)
- 1956 - Michel Houellebecq, Frans (toneel)schrijver, dichter en regisseur
- 1957 - Keith Masefield, Engels voetballer
- 1957 - Astrid Seriese, Nederlands jazz-zangeres
- 1958 - Humphrey Campbell, Surinaams-Nederlands zanger (overleden 2024)
- 1961 - Latifa Gahouchi, Belgisch politica
- 1962 - Andreas Kinneging, Nederlands hoogleraar
- 1963 - Milko Ðurovski, Macedonisch voetballer
- 1963 - Bernardo Redín, Colombiaans voetballer en voetbalcoach
- 1965 - Serghei Aleksandrov, Moldavisch voetballer
- 1965 - Kazuyoshi Miura, Japans voetballer
- 1967 - Mandana Jones, Brits televisieactrice
- 1967 - Linda Keijzer, Nederlands zakenvrouw
- 1968 - Robin Ammerlaan, Nederlands rolstoeltennisser
- 1968 - Wim Kiekens, Belgisch voetballer
- 1971 - Erykah Badu, Amerikaans zangeres
- 1971 - Simone Zucchi, Italiaans wielrenner
- 1972 - Oliver Wakeman, Brits toetsenist
- 1973 - Jenny Thompson, Amerikaans zwemster
- 1974 - Stefano D'Aste, Italiaans autocoureur
- 1974 - Mikee Cojuangco-Jaworski, Filipijns amazone, actrice en IOC-lid
- 1974 - Martin Hersman, Nederlands schaatser en sportcommentator
- 1974 - Sébastien Loeb, Frans rallyrijder
- 1974 - Magno Mocelin, Braziliaans voetballer
- 1975 - Aleksandr Botsjarov, Russisch wielrenner
- 1976 - Cédric Michaud, Frans schaatser
- 1976 - Ole Gunnar Solskjær, Noors voetballer
- 1977 - Léider Preciado, Colombiaans voetballer
- 1977 - Nathan Vecht, Nederlands cabaretier
- 1978 - Anuar Aoulad Abdelkrim, Nederlands cabaretière en stand-upcomedian
- 1979 - Corinne Bailey Rae, Brits zangeres
- 1979 - Pedro Mendes, Portugees voetballer
- 1979 - Hilary Williams, Amerikaans countryzangeres
- 1980 - Magomed Daudov, Tsjetsjeens politicus
- 1981 - Tomislav Dujmović, Kroatisch voetballer
- 1981 - Andrey Fedyaev, Russisch kosmonaut (Crew-6 missiespecialist)[13]
- 1981 - Demetrius Grosse, Amerikaans acteur
- 1982 - Li Na, Chinees tennisster
- 1983 - Floris Evers, Nederlands hockeyer
- 1983 - Pepe, Braziliaans-Portugees voetballer
- 1984 - Emmanuel Adebayor, Togolees voetballer
- 1984 - Alex de Angelis, San Marinees motorcoureur
- 1984 - Jeffrey Bruinier, Nederlands paralympisch sporter
- 1984 - Natalia Lafourcade, Mexicaans zangeres, songwriter en musicus
- 1984 - Jan Paternotte, Nederlands politicus (D66)
- 1984 - Espen Ruud, Noors voetballer
- 1984 - Eñaut Zubikarai, Spaans voetballer
- 1985 - Fernando Llorente, Spaans voetballer
- 1985 - Sanya Richards-Ross, Jamaicaans-Amerikaans atlete
- 1985 - Mike Robertson, Canadees snowboarder
- 1985 - Bas van Velthoven, Nederlands zwemmer
- 1986 - Kristof Delorge, Belgisch voetballer (overleden 2021)
- 1986 - Crystal Kay, Japans zangeres
- 1986 - Jenny Mensing, Duits zwemster
- 1988 - Sven Kums, Belgisch voetballer
- 1989 - Marieke Koekkoek, Nederlands politica (Volt)
- 1989 - Gabriel Obertan, Frans voetballer
- 1990 - Bart De Corte, Belgisch voetballer
- 1990 - Ehsan Hajsafi, Iraans voetballer
- 1990 - Guido Pizarro, Argentijns-Mexicaans voetballer
- 1990 - Kiri Thode, Bonairiaans windsurfer
- 1990 - Tristan Tafel, Canadees freestyleskiër
- 1991 - Caitlin Leverenz, Amerikaans zwemster
- 1991 - Anton Tinnerholm, Zweeds voetballer
- 1991 - Henk Veerman, Nederlands voetballer
- 1992 - Matz Sels, Belgisch voetballer
- 1993 - Tiago Ilori, Portugees voetballer
- 1994 - Jordan King, Brits autocoureur
- 1994 - Ahmet Çalık, Turks voetballer (overleden 2022)
- 1995 - Delvechio Blackson, Nederlands voetballer
- 1995 - Kristofor Mahler, Canadees freestyleskiër
- 1995 - Griedge Mbock Bathy, Frans voetbalster
- 1995 - Clayton Murphy, Amerikaans atleet
- 1996 - Samet Bulut, Nederlands-Turks voetballer
- 1996 - Runar Espejord, Noors voetballer
- 1996 - Oussama Idrissi, Marokkaans-Nederlands voetballer
- 1997 - Albian Ajeti, Zwitsers-Albanees voetballer
- 1997 - Malcom Filipe Silva de Oliveira, Braziliaans voetballer
- 1997 - Britt Scholte, Nederlands actrice
- 1997 - Shaquile Woudstra, Nederlands voetballer
- 1999 - Adolfo Gaich, Argentijns voetballer
- 1999 - Lindon Selahi, Albanees-Belgisch voetballer
- 1999 - Johan Stenmark, Zweeds voetballer
- 2000 - Margaret MacNeil, Canadees zwemster
- 2000 - Boris Popovic, Servisch voetballer
- 2001 - Antoine Colassin, Belgisch voetballer
- 2002 - Maarten Vandevoordt, Belgisch voetballer
- 2003 - Levi Colwill, Engels voetballer
- 2003 - Lim Eun-soo, Zuid-Koreaans kunstschaatsster
- 2003 - Jamal Musiala, Duits-Nigeriaans voetballer

## Overleden

Erik XIV van Zweden
overleden in 1577

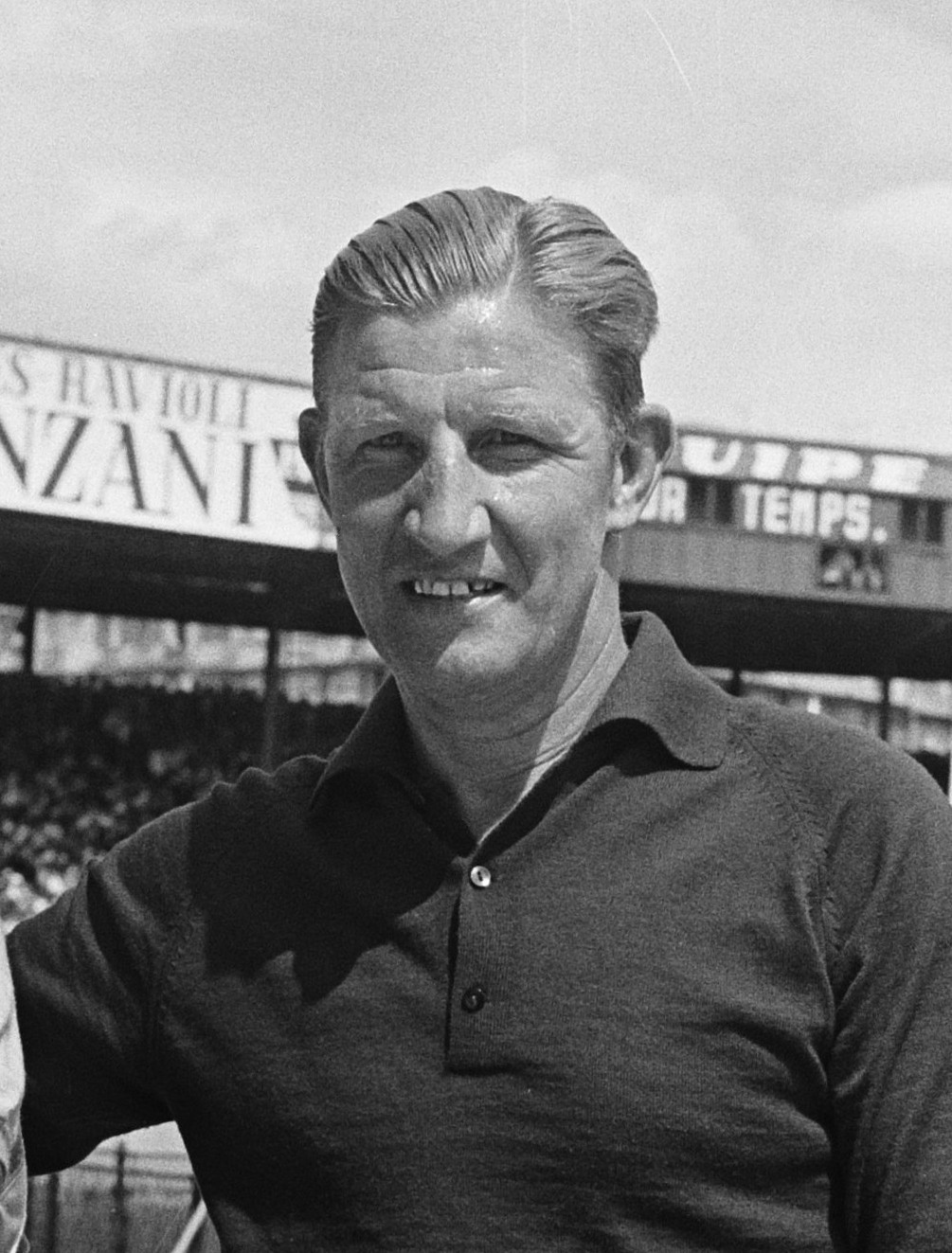
Gerrit Schulte
overleden in 1992

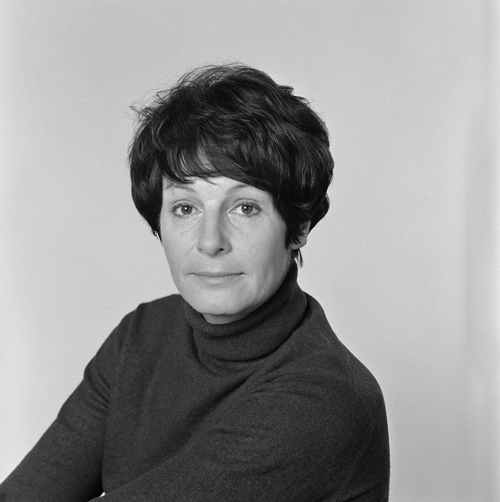
Mies Bouwman
overleden in 2018

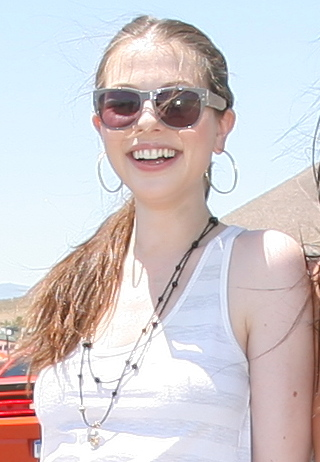
Michelle Trachtenberg
overleden in 2025

- 1076 - Godfried III van Lotharingen, hertog van Lotharingen, slachtoffer van de Vlaardingse toiletmoord
- 1525 - Cuauhtemoc (ong. 22), Azteeks keizer
- 1577 - Erik XIV van Zweden (43), koning van Zweden
- 1603 - Maria van Spanje (74), Keizerin-gemalin van het HRR
- 1630 - Carlo Barberini (67), graaf van Monterotondo, luitenant-generaal van het Pauselijke leger
- 1638 - Claude Gaspard Bachet de Méziriac (56), Frans wiskundige, dichter en vertaler
- 1726 - Maximiliaan II Emanuel van Beieren (63), keurvorst van Beieren
- 1757 - Maria Moninckx (83), Nederlands schilderes en botanisch illustratrice
- 1770 - Giuseppe Tartini (77), Italiaans componist en violist
- 1821 - Joseph de Maistre (67), Frans politicus, schrijver en filosoof
- 1834 - Alois Senefelder (62), Duits uitvinder van de lithografie
- 1849 - Guillaume De Smet (78), Belgisch geestelijke en theoloog
- 1903 - Richard Gatling (84), Amerikaans uitvinder van het snelvuurgeweer
- 1926 - Fredrik Pijper (67), Nederlands theoloog, kerkhistoricus en rector magnificus van de Universiteit Leiden
- 1931 - Otto Wallach (83), Duits scheikundige en Nobelprijswinnaar
- 1933 - Thyra van Denemarken (79), Deens prinses
- 1943 - Theodor Eicke - Duits nazi concentratiekamp commandant
- 1944 - Charles de Lambert (78), Frans luchtvaartpionier, eerste vlucht boven Nederland
- 1947 - Heinrich Häberlin (78), Zwitsers politicus
- 1947 - Alexander Löhr (61), Oostenrijks officier
- 1947 - Kálmán Tihanyi (49), Hongaars televisiepionier en uitvinder
- 1952 - Paul Reymer (69), Nederlands politicus
- 1957 - Honoré Ruyssen (87), Belgisch apotheker, fotograaf en beeldhouwer
- 1961 - Mohammed V (51), koning van Marokko
- 1965 - Julius Skutnabb (75), Fins schaatser
- 1967 - Octacílio Pinheiro Guerra (57), Braziliaans voetballer
- 1969 - Levi Eshkol (73), premier van Israël
- 1969 - Karl Jaspers (86), Duits psychiater en filosoof
- 1970 - Milt Fankhouser (54), Amerikaans autocoureur
- 1971 - Fernandel (67), Frans acteur
- 1972 - Tom Manders (50), Nederlands tekenaar en cabaretier
- 1981 - Robert Aickman (66), Engels schrijver
- 1981 - Howard Hanson (84), componist
- 1982 - Teinosuke Kinugasa (86), Japans filmregisseur
- 1989 - Eloi Meulenberg (76), Belgisch wielrenner
- 1992 - Gerrit Schulte (76), Nederlands wielrenner
- 1994 - Hubert Rassart (85), Belgisch politicus
- 1998 - Russ Congdon (73), Amerikaans autocoureur
- 1998 - Jaap ter Haar (75), Nederlands historicus en (kinderboeken)schrijver
- 2001 - Johnny Fedricks (75), Amerikaans autocoureur
- 2001 - Duke Nalon (87), Amerikaans autocoureur
- 2003 - Christian Goethals (74), Belgisch autocoureur
- 2004 - Cock van der Palm (68), Nederlands zanger
- 2004 - Boris Trajkovski (51), Macedonisch politicus
- 2005 - Jef Raskin (61), Amerikaans interface-expert
- 2006 - Ace Adams (93), Amerikaans honkballer
- 2006 - Hans Singer (95), Duits ontwikkelingseconoom
- 2007 - John Groot (45), Nederlands filmproducent
- 2008 - Buddy Miles (60), Amerikaans drummer
- 2009 - Robert Jasper Grootveld (76), Nederlands kunstenaar, voorloper van de provobeweging
- 2009 - Hans Lesterhuis (64), Nederlands KNVB-bestuurder en burgemeester
- 2009 - Wendy Richard (65), Engels actrice
- 2010 - Nujabes, Japans hiphopproducent en dj
- 2011 - Arnošt Lustig (84), Tsjechisch schrijver en journalist
- 2012 - Lynn Compton (90), Amerikaans soldaat en jurist
- 2012 - Yvonne Verbeeck (98), Belgisch zangeres en actrice
- 2013 - Marie-Claire Alain (86), Frans organiste en muziekpedagoge
- 2013 - Bert Flugelman (90), Australisch beeldhouwer
- 2014 - Sorel Etrog (80), Roemeens-Canadees beeldhouwer en schrijver
- 2014 - Gordon Nutt (81), Brits voetballer
- 2015 - Theodore Hesburgh (97), Amerikaans priester en universiteitsvoorzitter
- 2016 - Jan Foudraine (87), Nederlands psychiater
- 2016 - Don Getty (82), Canadees politicus
- 2016 - Eri Klas (76), Estisch dirigent
- 2016 - Howard L. Quilling (80), Amerikaans componist en muziekpedagoog
- 2018 - Mies Bouwman (88), Nederlands televisiepresentatrice
- 2019 - Jef Braeckevelt (76), Belgisch sportbestuurder
- 2019 - Ivar Nilsson (85), Zweeds langebaanschaatser
- 2020 - Nexhmije Hoxha (99), Albanees politica
- 2021 - Aleksandr Klepikov (70), Russisch roeier
- 2021 - Hannu Mikkola (78), Fins rallyrijder
- 2021 - Alfredo Quintana (32), Portugees handballer
- 2021 - Michael Somare (84), Papoea-Nieuw-Guinees politicus
- 2022 - Kevin Neufeld (61), Canadees roeier
- 2022 - Danny Ongais (79), Amerikaans autocoureur
- 2023 - Betty Boothroyd (93), Brits politica
- 2023 - Piet Bos (Opera Pietje) (86), Nederlands radiopresentator en marktkoopman
- 2023 - Bob Richards (97), Amerikaans atleet
- 2024 - Giuseppe D'Altrui (89), Italiaans waterpolospeler
- 2024 - Jacob Rothschild (87), Brits bankier
- 2025 - Monika Lundi (82), Duits actrice
- 2025 - Michelle Trachtenberg (39), Amerikaans actrice
- 2025 - Corry Vreeken (96), Nederlands schaakster

## Viering/herdenking
- Koeweit - Dag van de Bevrijding (1991)
- Rooms-katholieke kalender:
  - Heilige Viktor (van Vosges) († 995)
  - Heilige Mechtild (van Sponheim) († 1154)
  - Heilige Porphyrius van Gaza († 420)
  - Heilige Alexander van Alexandrië († 326)
  - Zalige Isabella van Frankrijk († 1270) (ook op 22 februari)
  - Zalige Edigna (van Puch) († c.1110)
  - Zalige Leo van Veurne († 1163)
  - Dienaar Gods Rafael Merry del Val († 1930)

## Weerextremen

### Nederland
| | Officiële records | Officiële records | Officiële records |      | Landelijke records  | Landelijke records | Landelijke records |
| Gebeurtenis | Jaar              | Extreem           | Locatie           | Jaar | Extreem             | Locatie            | |
| --- | ----------------- | ----------------- | ----------------- | ---- | ------------------- | ------------------ | --- |
| Laagste etmaalgemiddelde temperatuur (°C) | 1986              | −5,8              | De Bilt           |      | 1963                | −9,5               | Eelde |
| Hoogste etmaalgemiddelde temperatuur (°C) | 1978              | 10,6              | De Bilt           |      | 1922                | 11,9               | Maastricht |
| Laagste minimumtemperatuur (°C) | 1956              | −12,9             | De Bilt           |      | 1956                | −17,1              | Maastricht |
| Hoogste minimumtemperatuur (°C) | 1966              | 8,4               | De Bilt           |      | 1966                | 8,8                | Maastricht |
| Laagste maximumtemperatuur (°C) | 1909              | −2,6              | De Bilt           |      | 1963                | −5,7               | Eelde |
| Hoogste maximumtemperatuur (°C) | 2019              | 18,9              | De Bilt           |      | 2019                | 19,7               | Eindhoven |
| Hoogste uurgemiddelde windsnelheid (m/s) | 1911              | 19,5              | De Bilt           |      | 1990                | 29,3               | Huibertgat |
| Hoogste windstoot (m/s) | 1990              | 29,3              | De Bilt           |      | 1990                | 41,2               | Cadzand |
| Langste zonneschijnduur (uur) | 2023              | 9,9               | De Bilt           |      | 1975 2019 2022 2023 | 9,9                | Leeuwarden Berkhout, De Kooy, Schiphol Berkhout, De Kooy, Gilze-Rijen, Hoek van Holland, Rotterdam, Schiphol De Bilt, De Kooy, Gilze-Rijen, Vlissingen |
| Langste neerslagduur (uur) | 1993              | 14,0              | De Bilt           |      | 2024                | 17,2               | Ell |
| Hoogste etmaalsom van de neerslag (mm) | 2002              | 13,0              | De Bilt           |      | 2020                | 22,1               | Westdorpe |
| Laagste etmaalgemiddelde relatieve vochtigheid (%) | 1948              | 50                | De Bilt           |      | 1948                | 50                 | De Bilt |
| Laagste uurwaarde luchtdruk op zeeniveau (hPa) | 1989              | 956,4             | De Bilt           |      | 1989                | 954,6              | De Kooy, IJmuiden |
| Hoogste uurwaarde luchtdruk op zeeniveau (hPa) | 1921              | 1042,4            | De Bilt           |      | 1921                | 1042,7             | Vlissingen |
| Officiële records worden altijd gemeten op het KNMI-weerstation in De Bilt. Landelijke records kunnen worden gemeten op elk officieel KNMI-weerstation in Nederland. |                   |                   |                   |      |                     |                    | |

Uitzonderlijke gebeurtenissen
- 1953 - Eerste officiële zachte dag van het jaar (maximumtemperatuur ≥ 15 °C in De Bilt)
- 1953 - Eerste landelijke zachte dag van het jaar gemeten in De Bilt, Soesterberg en Twenthe (maximumtemperatuur ≥ 15 °C op een officieel weerstation)
- 1978 - Eerste officiële zachte dag van het jaar (maximumtemperatuur ≥ 15 °C in De Bilt)
- 1989 - Officieel maandrecord laagste uurwaarde luchtdruk op zeeniveau in hPa van februari gemeten in De Bilt: 956,4
- 2019 - Officieel maandrecord hoogste maximumtemperatuur in °C van februari gemeten in De Bilt: 18,9
- 2023 - Officieel langste zonneschijnduur in uren van februari dit jaar gemeten in De Bilt: 9,9
- 2023 - Officieel laagste etmaalgemiddelde relatieve vochtigheid in % van februari dit jaar gemeten in De Bilt: 61
- 2023 - Landelijk laagste etmaalgemiddelde relatieve vochtigheid in % van februari dit jaar gemeten in Hoek van Holland: 56
- 2024 - Officieel laagste maximumtemperatuur in °C van februari dit jaar gemeten in De Bilt: 6,2 (voorlopig)

### België
Dagrecords
- 1956 - Laagste etmaalgemiddelde temperatuur −5,9 °C
- 1900 - Hoogste etmaalgemiddelde temperatuur 12,4 °C
- 1956 - Laagste minimumtemperatuur −12,8 °C
- 2019 - Hoogste maximumtemperatuur 20,2 °C. Dit is de hoogste maximumtemperatuur ooit in de maand februari.
- 2024 - Hoogste etmaalsom van de neerslag 15,6 mm[16]

Uitzonderlijke gebeurtenissen
- 1906 - 74 mm neerslag in Verviers en 82 mm in Hoei.
- 1990 - Zware storm met windstoten tot 140 km/h in Koksijde en in Zaventem en tot 159 km/h in Bierset, met belangrijke schade in heel het land.

<< · 1 · 2 · 3 · 4 · 5 · 6 · 7 · 8 · 9 · 10 · 11 · 12 · 13 · 14 · 15 · 16 · 17 · 18 · 19 · 20 · 21 · 22 · 23 · 24 · 25 · 26 · 27 · 28 · 29 · (30) · >>